# 甘元柬
甘元柬（？—707年8月6日），丹阳人，唐中宗时期大臣，武三思的党羽，神龙三年（707年）七月，太子李重俊发动兵变，甘元柬与武三思父子等人一同被杀，被追赠为兵部尚书、曹国公。

## 家世
- 曾祖甘珍，青州刺史、南陵公。
- 祖甘基[1]，高代不仕，赠太子中舍人。
- 父甘玄览，汉王府参军，赠润州刺史。

## 生平
甘元柬十八岁举茂才，为了功名前途，他前往西域在凉州都督裴行俭帐下任职，裴行俭曾赞叹他为“神仙童子。”由此闻名武后，被多次召见，问以得失。又往来于公卿间，名声很大。得以补授雍州参军，固辞自免，转右卫率府仓曹。此后迁任通事舍人。因公事左迁婺州司兵，转泽州高平县令、蒲州虞乡县令、洛州垣县令。未几，以父丧去职。夺情起复为塞州刺史。迁长安令。未几，出为凤州（陕西凤县）刺史。同年吐蕃诱迫西南夷人在四川作乱，甘元柬受命平乱，不久吐蕃赞普请和，元柬为和亲使，官拜鸿胪少卿。出使回来后进位鸿胪卿、兼右金吾卫大将军，封丹阳郡公，别食封三百户。寻兼检校右金吾大将军。
武三思在中宗时期与兵部尚书宗楚客、将作大匠宗晋卿兄弟、太府卿纪处讷、鸿胪卿甘元柬互为朋党，以掌控朝政。后宫之中与韦皇后及昭容上官婉儿私通，神龙三年七月庚子日（707年8月6日），皇太子李重俊与羽林将军李多祚等人，率羽林千骑三百余人发动兵变，武三思、武崇训父子在其府第中被杀，之后率兵从肃章门进宫，寻找韦后及安乐公主，甘元柬在皇城之内被杀。李重俊兵变失败被杀，中宗追赠甘元柬兵部尚书、曹国公，特赐锦衾衣服，葬于洛州偃师孝义乡。夫人南阳樊氏，太子仆樊珍之女，先元柬而亡。有子曰甘昭、甘晖、甘晓。

## 传记资料
1. ↑   《全唐文新编》第21册  14811-14812 《唐赠太子中舍人丹阳甘府君(基)墓誌铭》：“君讳基，字基，丹阳之著族也。昔夏之少子，天锡其封；殷之甘盘，囗尊其学。自齐之楚，实为贤相之家；移秦仕吴，更是将军之后。父珍，隋青州刺史、南陵县公。岱岳参云，营丘负海。惠音弥绍，物在而人亡；遗爱如初，跡远而名秀。公嗡淳浩之精，酌河海之灵。邀翔於礼东之林，宴息於艺文之囿。退非娇於岩石，进不取於轩裳。仰幽人贞吉之心，识君子全真之地。含道蕴德，自实流根。子孙多祐，公侯必复。大唐神龙二年二月，应天皇帝以其孙元柬累竭诚亮，克宣终始，乃下制曰：“鸿胪卿上柱国丹阳郡开国公甘元柬祖基等，被服诗礼，周旋道德。行为士则，望乃人英。虽才重於时，而位不充量。辅仁冥昧，早谢昭途。积庆洋溢，诞兹休胤。畴庸之典，已誓於河山；锡类之恩，宜洽於泉壤。祖可赠太子中舍人。”粤以神龙二年七月一日与夫人唐氏赠酒泉县君合葬於邙山，礼也。夫人坤德降灵，柔袛叶祉。都闲挺於嫔则，婉淑闻于女仪。宾容承大被之恩，子孙洽长筵之庆。百年琴瑟，褒赠与金夫济美；两剑雄雌，王休征之凿隧。北阜坚贞，杜元凯为之墳；西瞻宫阙清笳，晚引高旐晨飞。秋风起而松槚悲，白露下而郊原惨。长子房州刺史元琰、次子鸿胪卿元柬、少子元瑜等，并爱深同爨，无忝训於高门；悲恸凿楹，愿旌德於幽壤。敬承休[目丂]，乃述铭云：
邙之阜兮，俯瞰皇州。长河北派兮，清洛南流。山如城郭兮，地出公侯。容卫一散兮，虚寂空留。松门何有兮，露白风秋。”

- 卢藏用《大唐故鸿胪卿兼检校右金吾大将军上柱国赠兵部尚书曹国公甘府君墓志文》
- 《旧唐书》